# 芬顿试剂
芬顿试剂（英語：Fenton’s reagent）是一种含有过氧化氢H2O2与亚铁离子 Fe2+（作催化剂，通常是硫酸亚铁）的溶液。芬顿试剂被用于氧化有机污染物或废水，是高级氧化技术（AOPs）中常用的方法，其对有机废水中的三氯乙烯（TCE）和四氯乙烯（PCE）等有机物的降解效果明显。芬顿试剂是由H. J. H. Fenton在1894年发现的。

## 机理
芬顿试剂的氧化性来源于过氧化氢在Fe2+ 催化下产生的羟基自由基 ·OH
，首先亚铁离子被过氧化氢氧化为铁离子，在此过程中产生羟基自由基和氢氧根离子，而后铁离子被另一个过氧化氢分子还原为亚铁离子，产生过氧化氢自由基和氢离子，反应总和为亚铁离子催化过氧化氢歧化为两种自由基。
| Fe2+ + H2O2 → Fe3+ + HO• + OH− |  | 1 |

| Fe3+ + H2O2 → Fe2+ + HO2• + H+ |  | 2 |

| 2 H2O2 → HO• + HO2• + H2O |  | 1+2 |

此过程产生的自由基有着较高的氧化还原电位，是一种非选择性强氧化剂，芬顿试剂与有机物的氧化反应迅速且放出大量热，主要氧化产物为二氧化碳和水。反应（1）的机理由哈伯与韦斯在1932年提出，并囊括于哈伯 - 韦斯反应之中。
硫酸亚铁是最常用的铁催化剂，对于亚铁离子氧化后还原重新切入催化循环的机制尚未有共识。Yamazaki等人报道利用顺磁共振（ESR）方法以5,5-二甲基吡咯啉-1-氯氧化物（DMPO）作为自由基捕获剂分析芬顿反应的机理，据称反应是亚铁离子被过氧化氢氧化成三价铁后，由Fe2+和Fe3+共同催化产生羟基自由基的过程，且有部分铁被氧化为Fe(IV)价态。也有研究认为芬顿反应中除了产生羟基自由基外，也有高价铁中间体产生，并且在有机物的氧化过程中是Fe=O2+起主导作用。

## 影响因素
对于芬顿反应的速率（尤其是对光芬顿反应而言），pH是关键因素之一。在低pH值时，Fe2+水合物会与HO•发生络合，降低氧化效率，且较低pH值时体系中的多余质子也会与产生的HO•发生反应。而pH值偏高时，铁离子会形成沉淀，使铁逐渐从催化体系中被去除，从而降低反应速率，并且在碱性条件时H2O2也会自发地分解。较高的pH值也会降低HO•的氧化还原电位，从而降低其氧化效果。
| 低pH | 形成[Fe(H2O)6]2+水合物     |
| 低pH | •OH被过量的H+消耗          |
| 高pH | 降低•OH的氧化还原电位      |
| 高pH | H2O2在碱性条件下会自发分解 |
| 高pH | 产生Fe(OH)3沉淀            |

## 应用
芬顿试剂被用作污水处理试剂，芬顿试剂在化学反应中可用作羟基供体或氧化剂，如：
- Haber-Weiss反应
- 自由基取代反应
- 使用芬顿试剂将苯转化为苯酚
- 巴比妥酸氧化为四氧嘧啶 [17]
- 烷烃的偶联[18]

芬顿反应在生物化学中有着不同的应用方法，通过在体内细胞中铁的反应产生或消除自由基，虽然临床上的用途和重要性尚不明确，但也是活动性感染时避免补铁的可行方法之一，或是其他任何由铁介导的感染。

## 拓展阅读
- Goldstein, Sara; Meyerstein, Dan; Czapski, Gidon. . Free Radical Biology and Medicine. 1993, 15 (4): 435–445. PMID 8225025. doi:10.1016/0891-5849(93)90043-T.
- Barbusiński, K.  (PDF). Ecological Chemistry and Engineering. 2009, 16 (3): 347–358.